# Trono della fenice

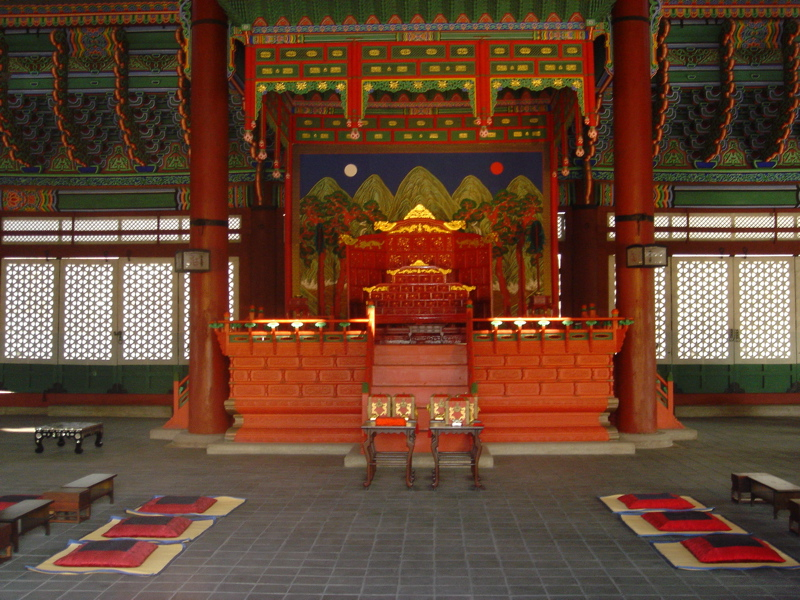
Gli elementi centrali della sala del trono a Gyeongbokgung. Sullo sfondo, l'Irworobongdo.

Il trono della fenice è il seggio degli antichi monarchi di Corea. Come termine è anche espressamente utilizzato in senso antonomastico per identificare capi di Stato al tempo della dinastia Joseon (1392-1897) e dell'Impero coreano (1897-1910).
Il motivo della fenice simboleggiava l'autorità suprema del re. La fenice è da sempre stata associata con la regalità coreana. A riprova del fatto, essa è raffigurata sia nelle pitture funebri Goguryeo come nei tumuli del medio Gangseo. È presente anche nel Sigillo della moderna Repubblica di Corea (guksae, 국새?, 國璽?).

## Storia

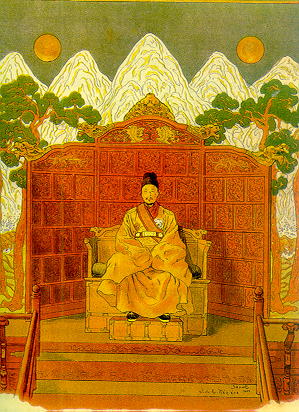
Ritratto di re Gojong sul trono. Litografia di Joseph de la Nezière, 1903.

La cerimonia di incoronazione ed il trono stesso si sono modificati attraverso i secoli nel corso della storia della Corea. Ad esempio, nel periodo 1399–1549, sette su dodici re vennero incoronati nella sala reale del trono (Geunjeong-jeon) nel Palazzo Gyeongbokgung. In altri termini, Jeongjong, Sejong, Danjong, Sejo, Seongjong, Jungjong e Myeongjong ascesero al trono della fenice nella stessa sala.

## Uso retorico
Questo termine flessibile è un tropo retorico. A seconda del contesto, il "trono della fenice" può essere interpretato come un metonimo, che è un artificio retorico per un'allusione relativa a prossimità o corrispondenza, come ad esempio un riferimento alle azioni del monarca come "azioni del trono della fenice".
Il "trono della fenice" è anche inteso come una sineddoche, che è legata alla metonimia e alla metafora nel suggerire un gioco di parole, individuando una concettualizzazione strettamente connessa, ad esempio: 
- riferendosi al tutto con il nome di una parte, come trono della fenice per i simboli e le cerimonie di insediamento
  - " ... Yi Bang-won... ascese al trono della fenice come re Taejong nel 1400."[5]
  - "Nel 1776, il secondogenito del principe Sado ascese al trono della fenice come re Jeongjo..."[6]

- riferendosi al generale con lo specifico, come a trono della fenice per regnate in:
  - "... Taejo salì al trono della fenice a Kaesŏng come primo regnante di Joseon."[7]